# Перелюб (Черниговская область)
Пере́люб (укр. Перелюб) — село в Корюковском районе Черниговской области Украины. Население 857 человек. Занимает площадь 2,961 км². Здесь расположена церковь Александра Невского — православный храм и памятник архитектуры местного значения.
Код КОАТУУ: 7422486501. Почтовый индекс: 15312. Телефонный код: +380 4657.

## Власть
Орган местного самоуправления — Перелюбский сельский совет. Почтовый адрес: 15312, Черниговская обл., Корюковский р-н, с. Перелюб, ул. Центральная, 17.

## История
В XIX веке село Перелюб было волостным центром Перелюбской волости Сосницкого уезда Черниговской губернии. В селе была Николаевкая церковь.